# Pouzolzia australis
Pouzolzia australis är en nässelväxtart. Pouzolzia australis ingår i släktet Pouzolzia och familjen nässelväxter.

## Underarter
Arten delas in i följande underarter:
- P. a. australis
- P. a. dealbata